# Orchestre des polytechniciens
L'Orchestre des polytechniciens (finnois : Polyteknikkojen Orkesteri, sigle PO) est un orchestre symphonique basé à Otaniemi, Espoo.

## Présentation
L'orchestre est fondé en 1922 et il est par conséquent le plus vieil orchestre académique et étudiant finlandais. Son chef d'orchestre est actuellement Vuokko Lahtinen. L'orchestre compte environ une centaine de musiciens, la plupart étant des étudiants de l'Université Aalto ainsi que d'autres universités et écoles de la région d'Helsinki.
Le programme annuel de l'Orchestre Polytechnique comprend des concerts d'automne, de Noël et de printemps dans la région d'Helsinki, ainsi qu'une tournée dans différentes parties de la Finlande. Hors de la Finlande, l'orchestre a joué en Allemagne, en Hongrie, en République tchèque, dans les pays baltes, en Suède et en Écosse. Le programme de concerts de l'orchestre est également complété par d'autres types de concerts, comme par exemple le concert "Printempo" à l'Université Aalto aux côtés d'autres formations musicales (Dominante, le Chœur Polytechnique de Finlande, Retreat WBK, Boston Promenade, Polirytmi, Humpsvakar, le Chœur Académique d'Hommes d'Helsinki KYL ainsi que le Chœur Académique de Femmes d'Helsinki KYN). L'orchestre comprend également un certain nombre d'ensembles plus petits, comme par exemple leur quatuor à cordes, le quartet de cors Cornostar et l'Orchestre de Salon Polytechnique.

## Chefs d'orchestre
- Eero Saari, 1922–23
- Eero Koskimies, 1923–35
- Sulho Ranta, 1935–39
- Heikki Aaltoila, 1940–56
- Aarre Hemming, 1956–58
- Jorma Panula, 1958–60
- Pentti Antila, 1964–66
- Kari Tikka, 1966–68
- Seppo Laamanen, 1968–69
- Ylermi Poijärvi, 1970–73
- Atso Almila, 1975–79
- Ari Rasilainen, 1979–81
- Timo Pulakka, 1982–83
- Juhani Lamminmäki, 1983–86
- Juha Nikkola, 1987–1990
- Sakari Oramo, 1990–92
- Hannu Norjanen, 1992–99, 2003
- Dima Slobodeniouk, 1999–2002
- Eva Ollikainen, 2003–05
- Petri Komulainen, 2005–2013
- Andreas Vogelsberger, 2013–2016
- Eero Lehtimäki, 2016–2018
- James S. Kahane, 2018–2024
- Vuokko Lahtinen, 2024-

## Discographie
- Teekkarimarsseja (1937), ODEON
- Polyteknikkojen Orkesteri 75 vuotta (1997)
- Puun aika (1997)[1]
- Polifoniaa (1998)[2]
- Jean Sibelius (2000)
- Tupsahdus (2002)[2]
  - Ouverture solennelle 1812 de Piotr Ilitch Tchaïkovski
- Pehr Henrik Nordgren (2005)